# Lista de episódios de The Dragon Prince
The Dragon Prince (O Príncipe Dragão, no Brasil e em Portugal) é uma série de televisão norte-americana criada por Aaron Ehasz e Justin Richmond e produzida pela Wonderstorm diretamente para companhia de serviço de streaming Netflix. Cada temporada da série tem sido disponibilizada na plataforma da Netflix em sua integridade: a primeira temporada completa foi lançada em 14 de setembro de 2018, a segunda em 15 de fevereiro de 2019, a terceira em 22 de novembro de 2019, e a quarta em 3 de novembro de 2022. Os criadores da série tem planos para a produção de 7 temporadas ao total.

## Resumo da série
The Dragon Prince refere-se a cada uma de suas temporadas como um "Livro" ("Book", no original em inglês), com cada episódio sendo referido, por sua vez, como um "Capítulo" ("Chapter", em inglês). Cada Livro tem um dos nomes das seis fontes primais de magia apresentadas na série: Lua, Céu, Sol, Terra, Oceano e Estrelas; os criadores planejam, ao todo, produzir sete temporadas, com uma delas a ser intitulada em referência à Magia Sombria - a sétima forma de magia, criada pelos humanos. No momento, três temporadas da série estão disponíveis: os Livros da Lua, do Céu e do Sol; cada uma possui 9 episódios. A quarta temporada tem o título planejado de Livro Quatro: Terra.
| Temporada | Temporada | Livro           | Episódios | Episódios | Originalmente lançado   |
| --------- | --------- | --------------- | --------- | --------- | ----------------------- |
|           | 1         | Livro Um: Lua   | 9         | 9         | 14 de setembro de 2018  |
|           | 2         | Livro Dois: Céu | 9         | 9         | 15 de fevereiro de 2019 |
|           | 3         | Livro Três: Sol | 9         | 9         | 22 de novembro de 2019  |

## Episódios

### Livro Um: Lua
| N.º na série | N.º na temp. | Título original Título no Brasil             | Dirigido por       | Escrito por                   | Lançamento             |
| ------------ | ------------ | -------------------------------------------- | ------------------ | ----------------------------- | ---------------------- |
| 1            | 1            | "Echoes of Thunder" "Ecos do Trovão"         | Giancarlo Volpe    | Aaron Ehasz & Justin Richmond | 14 de setembro de 2018 |
| 2            | 2            | "What Is Done" "O Que Está Feito"            | Giancarlo Volpe    | Aaron Ehasz & Justin Richmond | 14 de setembro de 2018 |
| 3            | 3            | "Moonrise" "O Nascer da Lua"                 | Giancarlo Volpe    | Devon Giehl & Iain Hendry     | 14 de setembro de 2018 |
| 4            | 4            | "Bloodthirsty" "Sede de Sangue"              | Villads Spangsberg | Devon Giehl & Iain Hendry     | 14 de setembro de 2018 |
| 5            | 5            | "An Empty Throne" "Um Trono Vazio"           | Villads Spangsberg | Aaron Ehasz & Justin Richmond | 14 de setembro de 2018 |
| 6            | 6            | "Through the Ice" "Quebrando o Gelo"         | Villads Spangsberg | Aaron Ehasz & Justin Richmond | 14 de setembro de 2018 |
| 7            | 7            | "The Dagger and the Wolf" "A Adaga e a Loba" | Villads Spangsberg | Devon Giehl & Iain Hendry     | 14 de setembro de 2018 |
| 8            | 8            | "Cursed Caldera" "Caldeira Maldita"          | Villads Spangsberg | Aaron Ehasz & Justin Richmond | 14 de setembro de 2018 |
| 9            | 9            | "Wonderstorm" "Tempestade Mágica"            | Villads Spangsberg | Aaron Ehasz & Justin Richmond | 14 de setembro de 2018 |

### Livro Dois: Céu
| N.º na série | N.º na temp. | Título original Título no Brasil                    | Dirigido por       | Escrito por                   | Lançamento              |
| ------------ | ------------ | --------------------------------------------------- | ------------------ | ----------------------------- | ----------------------- |
| 10           | 1            | "A Secret and a Spark" "Um Segredo e uma Esperança" | Villads Spangsberg | Aaron Ehasz & Justin Richmond | 15 de fevereiro de 2019 |
| 11           | 2            | "Half Moon Lies" "O Que a Lua Esconde"              | Villads Spangsberg | Aaron Ehasz & Justin Richmond | 15 de fevereiro de 2019 |
| 12           | 3            | "Smoke and Mirrors" "Disfarces e Fingimentos"       | Villads Spangsberg | Devon Giehl & Iain Hendry     | 15 de fevereiro de 2019 |
| 13           | 4            | "Voyage of the Ruthless" "Viagem por Mar"           | Villads Spangsberg | Neil Mukhopadbyay             | 15 de fevereiro de 2019 |
| 14           | 5            | "Breaking the Seal" "Quebrando o Lacre"             | Villads Spangsberg | Aaron Ehasz & Justin Richmond | 15 de fevereiro de 2019 |
| 15           | 6            | "Heart of a Titan" "Coração de Titã"                | Villads Spangsberg | Aaron Ehasz & Justin Richmond | 15 de fevereiro de 2019 |
| 16           | 7            | "Fire and Fury" "Fogo e Fúria"                      | Villads Spangsberg | Aaron Ehasz & Justin Richmond | 15 de fevereiro de 2019 |
| 17           | 8            | "The Book of Destiny" "O Livro do Destino"          | Villads Spangsberg | Aaron Ehasz & Justin Richmond | 15 de fevereiro de 2019 |
| 18           | 9            | "Breathe" "Respire"                                 | Villads Spangsberg | Aaron Ehasz & Justin Richmond | 15 de fevereiro de 2019 |

### Livro Três: Sol
| N.º na série | N.º na temp. | Título original Título no Brasil              | Dirigido por       | Escrito por               | Lançamento             |
| ------------ | ------------ | --------------------------------------------- | ------------------ | ------------------------- | ---------------------- |
| 19           | 1            | "Sol Regem" "Sol Regem"                       | Villads Spangsberg | Devon Giehl & Iain Hendry | 22 de novembro de 2019 |
| 20           | 2            | "The Crown" "A Coroa"                         | Villads Spangsberg | Devon Giehl & Iain Hendry | 22 de novembro de 2019 |
| 21           | 3            | "Ghost" "Fantasma"                            | Villads Spangsberg | Devon Giehl & Iain Hendry | 22 de novembro de 2019 |
| 22           | 4            | "The Midnight Desert" "Deserto da Meia-Noite" | Villads Spangsberg | Devon Giehl & Iain Hendry | 22 de novembro de 2019 |
| 23           | 5            | "Heroes and Masterminds" "Heroínas e Cabeças" | Villads Spangsberg | Devon Giehl & Iain Hendry | 22 de novembro de 2019 |
| 24           | 6            | "Thunderfall" "A Queda de Trovão"             | Villads Spangsberg | Devon Giehl & Iain Hendry | 22 de novembro de 2019 |
| 25           | 7            | "Hearts of Cinder" "Corações de Cinzas"       | Villads Spangsberg | Devon Giehl & Iain Hendry | 22 de novembro de 2019 |
| 26           | 8            | "Dragonguard" "A Guarda de Dragão"            | Villads Spangsberg | Devon Giehl & Iain Hendry | 22 de novembro de 2019 |
| 27           | 9            | "The Final Battle" "A Última Batalha"         | Villads Spangsberg | Devon Giehl & Iain Hendry | 22 de novembro de 2019 |